# 沃伊沃代尼鄉

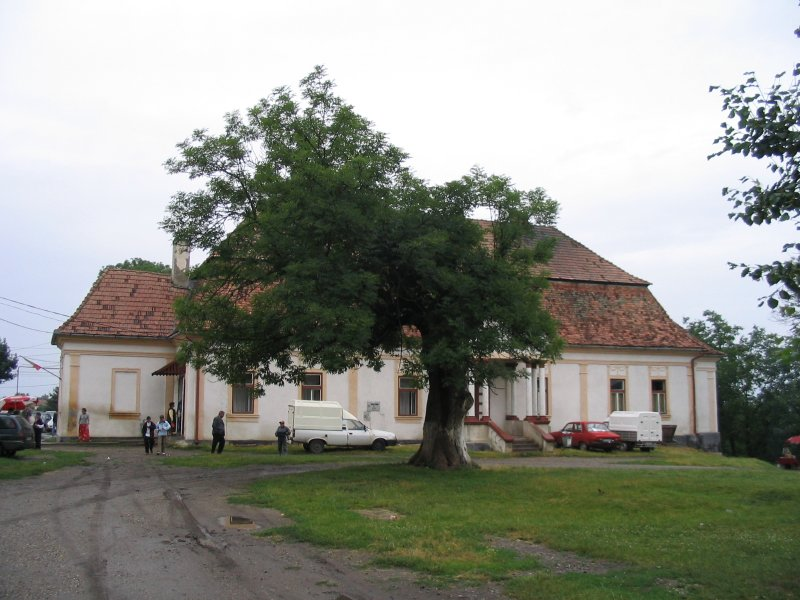

46°42′0″N 24°38′0″E / 46.70000°N 24.63333°E
沃伊沃代尼鄉（羅馬尼亞語：Comuna Voivodeni, Mureș），是羅馬尼亞的鄉份，位於該國中部，由穆列什縣負責管轄，面積34平方公里，海拔高度375米，2007年人口1,832，人口密度每平方公里54人。